# Муф
Муф (настао скраћењем од старијег облика немачке речи Muffel, крзнена рукавица) је одевни предмет цевастог облика у који са обе стране могу да се увуку шаке до пола надлактице. Сврха муфа је да се у њему држе руке када је хладно. Муф је замена за рукавице, но слабост му је да су руке потпуно блокиране. Предност му је да је веома топао. Погодан је за путовања у на пример отвореним кочијама где добро штити од хладноће.
Муф који се у популарној ношњи појављио у другој половини XV века и био је израђен од скупоцених тканина, украшен везом и драгуљима, постављен крзном или баршуном, или од скупоценог крзна (у XVI веку). Постоји и у мушкој ношњи до Француске револуције. Веома је чест на прелазу из XIX у XX век. 
Муф носе жене и често представља модни детаљ. Данас се, због своје нефункционалности, веома ретко користи.
Муф на сленгу означава женски полни орган.